# Hendursaga
Hendursaga (sumersko 𒀭𒉺𒊕, latinizirano: Dḫendur-saŋ) je bil bog pravice v sumerski, babilonski in akadski mitologiji. Lagaški vladar Gudea ga je naslavljal "glasnik Sumerske dežele".